# 九龙图
《九龙图》传为南宋画家陈容所作，为纸本墨笔浅设色长卷，高46.3厘米，长1096.4厘米，被认为是现存最伟大的龙图之一。现藏于波士顿美术馆。

## 画作内容
《九龙图》卷描绘了九条形态各异的龙一字排开，盘旋腾挪于山岩、云雾、波涛之间，或隐或现。画作将龙的各种神态情势刻画得十分生动，面部表情或怒、或惊、或嚎叫、或沉思。作者还用渴笔塑造出山石之质感，又用墨笔与留白表现出了浓厚、翻腾的云气。
卷首卷尾均有作者题跋，此外还有元代董思学、张嗣成、吴全节、欧阳玄、张翥，明代王伯易，清代乾隆帝、尹继善、刘统勋、于敏中、董邦达、裘曰修、王际华、钱维城、陈孝泳共15段题跋。

## 收藏经过
《九龙图》元代时曾藏于道观之中， 正一道第三十九代天师张嗣成、玄教大宗师吴全节皆在画作上留有诗跋。清初时曾由耿昭忠收藏，后入清内府，收录于《石渠宝笈》卷三十二。后来赐予恭亲王府收藏，民国初年流往海外。1917年，波士顿美术馆购得此画并收藏至今。

## 作者争议
学界中主流观点认为《九龙图》为陈容真迹，傅熹年、林树中、杨仁恺等皆持此观点，原波士顿美术馆亚洲部主任吴同亦持此看法。不过也有部分学者认为《九龙图》与陈容其他传世作品风格有所不同，可能非陈容亲笔所作。无锡学者谈福兴、北京大学艺术学院教授李凇认为《九龙图》的作者可能是陈容四世孙、亦以画龙而闻名的陈亦所。李凇进一步认为作画时间可能并非一般认为的南宋淳祐四年甲辰（1244年），而是一个甲子之后的元大德八年甲辰（1304年）。